# Monte Casciaio
Il monte Casciaio è una montagna dell'Appennino tosco-emiliano, posizionata fra le province di Prato (comune di Vernio) e di Bologna (comune di Castiglione dei Pepoli).
Completamente incluso nel bacino idrografico del torrente Setta, le cui sorgenti si trovano nelle vicinanze, il monte Casciaio (1194 m) costituisce un anello intermedio della catena montuosa spartiacque che separa la valle dell'Arno da quella del Reno; le principali alture limitrofe sono il monte della Scoperta e il monte Calvi.
Sulle sue pendici settentrionali, ricoperte da un fitto manto forestale, sono presenti tre piccole e vicine fonti di acqua potabile che testimoniano la prolificità sorgentizia del monte Casciaio; la sorgente Docciole, la sorgente Crezia e la sorgente Carbonai, raggiungibili attraverso un sentiero che parte dall'abitato di Rasora, una frazione di Castiglione dei Pepoli.